# Caenis luctuosa
Caenis luctuosa är en dagsländeart som först beskrevs av Hermann Burmeister 1839.  Caenis luctuosa ingår i släktet Caenis, och familjen slamdagsländor. Arten är reproducerande i Sverige.